# یانگ شیا
یانگ شیا (چینی: 杨霞؛ زادهٔ ۸ ژانویه ۱۹۷۷) وزنه‌بردار اهل چین است.
وی در مسابقات کشوری و بین‌المللی در مجموع برندهٔ ۲ مدال طلا شده‌است.